# Peugeot 405
La Peugeot 405 è un'autovettura di classe medio-alta prodotta dal 1987 al 1997 (2013 in Egitto) dalla casa automobilistica francese Peugeot e dal 1990 da Iran Khodro.

## Storia
Quando per l'intero gruppo PSA i bilanci pesantemente in rosso parevano non dare tregua, fra i corridoi del quartier generale di Parigi l'unica speranza fu affidata al lancio commerciale della futura 205, ormai nelle ultime fasi di sviluppo del progetto. La vettura contribuì enormemente al rilancio della Peugeot e all'uscita dal difficile periodo che il marchio del Leone Rampante stava attraversando. Parte delle motivazioni alla base della grave crisi finanziaria del gruppo PSA erano da ricercare nelle gamme dei rispettivi marchi, costituite da modelli piuttosto anziani e ormai con scarso appeal. La 205 fu il primo passo di svecchiamento della gamma Peugeot, la successiva 309 avrebbe costituito un ulteriore rinnovamento. Il terzo passo si ebbe proprio con la 405, ipotizzata fin dal 1982 per sostituire la 305, ormai in listino da cinque anni. Fu proprio in quel 1982, quindi, che il progetto D60, finalizzato allo sviluppo della futura 405, venne avviato. Responsabile del progetto D60 fu Pierre Bouillaud.
Ancora una volta, sul piano del design, vennero messi in concorrenza il centro stile Peugeot di La Garenne-Colombes e l’atelier torinese di Pininfarina, da decenni ormai in stretta collaborazione con la Casa del Leone Rampante. Entro la fine di quello stesso 1982 vennero realizzati numerosi schizzi su carta che nel gennaio del 1983 vennero passati al setaccio dal direttivo PSA e dei quali vennero mantenute solo alcune proposte, in particolare una, realizzata da Pininfarina e a partire dalla quale venne realizzato un modello tridimensionale, le cui linee vennero però ritoccate da Gérard Welter, all’epoca direttore del centro stile Peugeot, nonché già autore delle linee della Peugeot 205. Realizzato nell’aprile del 1983, il modello venne perfezionato due mesi dopo, a giugno.
Già questo primo modello presentò linee molto vicine a quelle del modello definitivo, in particolare per quanto riguardava lo styling del frontale e della coda, quest’ultima caratterizzata da grossi fari a sviluppo orizzontale dal disegno derivato da quelli della 305, ma più attualizzati nel disegno e talmente graditi dal direttivo Peugeot da essere stati introdotti non con il lancio della 405, ma già un anno prima, con l’introduzione del restyling della 505. Sia il frontale che la coda di questo primo modello furono opera di Welter, mentre le fiancate furono disegnate da Pininfarina e sarebbero state riprese anche per il disegno delle fiancate della futura ammiraglia 605.
Lo stile definitivo per la futura berlina Peugeot venne approvato e “congelato” nel marzo del 1984: da quel momento le successive evoluzioni del progetto D60 sarebbero state volte ad adattare il progetto alle specifiche imposte dal direttivo nel gennaio 1984. In particolare furono apportati numerosi affinamenti per quanto riguardava l’aerodinamica, grazie anche alla possibilità di sistemare il motore più in basso possibile, in maniera tale da abbassare ed affilare il frontale. La volontà di ottimizzare lo spazio interno fu comunque un leitmotiv ricorrente durante tutta la fase progettuale della vettura. Come nel caso della 205 e della 309, anche la 405 fu progettata con l’ausilio del CAD (Computer Aided Design). Fu proprio tale tecnologia a consentire l’ottimizzazione delle volumetrie interne, non solo a livello di abitabilità per i passeggeri, ma anche per permettere una miglior sistemazione di altri componenti, come ad esempio il serbatoio carburante. E sempre a proposito di interni, fu ancora una volta Paul Bracq, già autore di altri interni di vetture Peugeot, a disegnare il gruppo plancia-cruscotto-volante.
Nel febbraio del 1985 venne ultimato il primo di una serie di quarantatré prototipi destinati ai test nella pista PSA di Belchamp, vicino a Sochaux, in modo da valutare l’affidabilità della meccanica ed effettuare eventuali modifiche e migliorie laddove fosse necessario. Vennero condotti anche dei crash-test che coinvolsero cinque di questi prototipi, allo scopo di valutare il livello di sicurezza passiva. Sempre nel corso del 1985 furono investiti ben 23 milioni di franchi affinché venisse avviato il processo di industrializzazione del progetto, con lo stabilimento di Sochaux designato come sito di produzione per la futura 405. A tale scopo vennero introdotti nuovi macchinari per l’assemblaggio automatizzato, nuovi robot che avrebbero ottimizzato i costi di produzione, potendo così fare a meno di una nutrita fetta di risorse umane specializzate. Un taglio che fu sintomo del difficile periodo finanziario che, ancora a metà anni ’80, il gruppo PSA stava attraversando, ma che di lì a poco avrebbe superato. Furono ben 207 i robot installati a Sochaux per permettere la produzione della 405. La produzione non venne organizzata in un'unica linea di montaggio ma a sottoinsiemi. In pratica, vi furono diverse linee di montaggio, ognuna dedicata ad un particolare gruppo di componenti, come ad esempio, il cruscotto, il frontale della vettura, ecc. Successivamente, tutti questi sottoinsiemi venivano destinati alla linea di montaggio finale per la realizzazione dell’esemplare finito.
Tutto il processo di industrializzazione del progetto richiese circa un anno, così i primi esemplari di preserie cominciarono ad essere assemblati solo nell’ottobre del 1986. La produzione vera e propria degli esemplari definitivi, però, non fu avviata che nell’aprile del 1987, circa un mese prima della presentazione, avvenuta al palazzo dello Zenith di Parigi il 27 maggio. Nel nuovo palazzo parigino inaugurato appena quattro anni prima fu presente l’intero stato maggiore PSA, a partire da Jacques Calvet e Jean Boillot, oltre a cinquecento concessionari francesi e ai tecnici dell’impianto di Belchamp. Il tutto in diretta televisiva. La campagna di lancio proseguì ancora per settimane: fra il 2 ed il 18 giugno 1987 vennero coinvolti dapprima tutte le maestranze dei vari concessionari Peugeot, compresi persino i magazzinieri. In seguito vennero contattati oltre 480.000 clienti Peugeot per accorrere a provare la nuova berlina con il marchio del Leone Rampante. I riscontri non si fecero attendere e in quel primo periodo di lancio commerciale, la 405 raccolse ben 8.000 ordini, ordini che a quel punto dovettero essere evasi il 1º luglio 1987, data di avvio della commercializzazione della 405 stessa. Cominciò così la carriera commerciale della Peugeot 405.

### Design e tecnica
Costruita sul pianale della cugina e rivale di segmento, la Citroën BX, la 405 propose una carrozzeria a tre volumi caratterizzata da linee spigolose ma non troppo, tese ed eleganti, stilisticamente imparentate con il resto della gamma. Il frontale era caratterizzato da gruppi ottici più sottili di quelli utilizzati negli altri modelli della gamma, e dalla calandra a tre listelli orizzontali, al centro della qual campeggiva il logo del Leone Rampante. La coda era invece caratterizzata da gruppi ottici trapezoidali uniti tra loro da una fascia in plastica grezza.
Meccanicamente la 405 manteneva l'ormai consolidata soluzione "tutto avanti", con motore anteriore trasversale, gruppo cambio-differenziale sempre in posizione anteriore ed in blocco con il motore e trazione anteriore. Le sospensioni anteriori prevedevano il classico schema MacPherson con molle elicoidali, mentre il retrotreno era a bracci tirati con barre di torsione. Ammortizzatori idraulici telescopici a doppio effetto e barre stabilizzatrici su entrambi gli assi completavano il quadro. Per quanto riguardava i freni, invece, la 405 era in genere equipaggiata con un impianto frenante misto, tranne che nella versione di punta della gamma, la Mi16, che invece era equipaggiata con freni a disco sulle quattro ruote, dei quali quelli anteriori erano anche ventilati. Inoltre, tale versione era anche equipaggiata di serie con l'ABS. Lo sterzo era a cremagliera, e tutti i modelli della gamma iniziale tranne la 1,6 GL uscivano di serie con il servosterzo.
Al suo debutto, la 405 era prevista in quattro motorizzazioni:
- 1.6: motore monoalbero XU5 da 1580 cm³, alimentato a carburatore e con potenza massima di 92 CV;
- 1.9: motore monoalbero XU9/2C da 1905 cm³, alimentato a carburatore e con potenza di 107 CV;
- 1.9i: motore monoalbero XU9J2 da 1905 cm³, alimentato ad iniezione elettronica, con potenza di 125 CV;
- 1.9i 16v: motore bialbero XU9 da 1905 cm³, con alimentazione ad iniezione elettronica ed in grado di erogare fino a 160 CV di potenza massima.

Tutte le motorizzazioni erano accoppiate ad un cambio manuale a 5 marce.

### Allestimenti e dotazioni
Ben sei erano i livelli di allestimento previsti per la 405 al suo esordio:
- GL: previsto solo per il motore 1.6, era il livello di base che però si rivelava già assai completo per l'epoca, poiché nella dotazione di serie comprendeva: tergicristallo a due velocità, lavavetri elettrico, lunotto con sbrinatore, fari allo iodio, luci di retromarcia, retrovisore esterno regolabile dall'interno, cruscotto con orologio al quarzo, contachilometri totale e parziale, indicatore di usura pastiglie freni, ed indicatori dei livello benzina e temperatura acqua, cicalino per l'avviso dei fari lasciati accidentalmente accesi a vettura spenta, sedili con poggiatesta, portacenere anteriori e posteriori e predisposizione autoradio. Manca, come già detto, un dispositivo come il servosterzo, che non avrebbe di certo sfigurato all'epoca in una vettura come la 405.
- GR: livello di allestimento previsto per i motori 1.6 e 1.9 da 107 CV. La dotazione comprendeva quanto già visto nell'allestimento GL, ma con in più: contagiri, tergicristallo con modalità di funzionamento ad intermittenza, orologio digitale, predisposizione autoradio di livello superiore, alzacristalli elettrici anteriori, chiusura centralizzata delle porte con telecomando, sedile guida con regolazione lombare, servosterzo e copricerchi di disegno differente.
- GRi: livello di allestimento intermedio previsto unicamente per il motore 1.9 ad iniezione. La dotazione era identica a quella già vista per il livello GR.
- SR: livello full optional anch'esso destinato ai motori 1.6 e 1.9 da 107 CV. La dotazione di serie comprendeva quanto già visto nei due livelli inferiori, ma con in più: rivestimenti in moquette, alzacristalli anteriori e posteriori elettrici, sedile conducente regolabile, rivestimento sedili in velluto, predisposizione autoradio ancora più completa, cerchi in lega e cruscotto ad illuminazione regolabile.
- SRi: livello di allestimento medio-alto, previsto per il 1.9 ad iniezione. La dotazione riprendeva quanto già visto nel livello SR, con in più i fari anteriori ad assetto regolabile.
- Mi16: questa sigla non è considerata da molti come un vero e proprio allestimento, ma come denominazione della versione di punta della gamma 405 iniziale. La Mi16 vantava comunque una dotazione di livello superiore, a partire dal potente motore 1.9 bialbero da 160 CV, cui facevano eco i paraurti sportivi dal disegno specifico e i rivestimenti interni in velluto pregiato con sedili a scacchi rossi e neri.

### Evoluzione
La commercializzazione della 405 cominciò nel luglio del 1987, nella sola configurazione berlina a tre volumi e a 4 porte. Pochissimo tempo dopo, nell'autunno dello stesso anno, la gamma si ampliò verso il basso con l'arrivo della 405 1.4 GL, unica 405 equipaggiata con un motore della famiglia TU, motore che in questo caso aveva una cilindrata di 1360 cm³ ed una potenza massima di 65 CV.
Il successo della nuova berlina francese non tardò ad arrivare. Soprattutto, però, il successo arrivò in seguito al titolo di Auto dell'anno 1988, conferitole dalle più autorevoli testate specializzate.
Il 1º marzo del 1988 la gamma si ampliò ulteriormente con l'arrivo delle due motorizzazioni a gasolio: da una parte l'unità aspirata XUD da 1905 cm³, in grado di erogare una potenza massima di 70 CV, dall'altra il turbodiesel da 1769 cm³ con potenza di 92 CV, sempre della famiglia XUD. Due mesi dopo, a maggio, esordì la 405 Break, versione station wagon della 405, chiamata a sostituire la corrispondente versione Break della 305. Nello stesso anno arrivò la versione Automatica, equipaggiata con un cambio automatico a 4 rapporti e spinta dal 1.9 a carburatore da 110 CV.
Al Salone dell'automobile di Ginevra del 1989, vennero introdotte le versioni a trazione integrale, denominate 405 GR X4 ed SR X4 a seconda del livello di allestimento, ed equipaggiate con il 1.9 a carburatore della potenza di 110 CV. Nel mese di ottobre dello stesso anno, la trazione integrale fu applicata anche alla versione di punta dotata del 1.9 bialbero da 160 CV, dando luogo alla 405 Mi16 X4, le cui doti sportive vennero ulteriormente evidenziate dalla trazione sui due assi, che ne innalzava sensibilmente i limiti di tenuta di strada. Grazie a tali caratteristiche, questa versione fu impiegata, talvolta con buoni risultati, anche in campo sportivo e specialmente in competizioni estreme su fondi difficili, dove la trazione integrale permise alla 405 Mi16X4 di farsi valere. Sempre nel 1989 la versione 1.4 vide la sua potenza salire da 65 a 70 CV, mentre la 405 GRi venne sostituita dalla 405 Si, con motore e meccanica invariati.
L'anno seguente fu più tranquillo, in quanto l'aggiornamento più significativo stava nell'arrivo di un nuovo cambio, denominato BE3, che andò a sostituire il vecchio BE1.
All'inizio del 1991 vi fu una leggera flessione di potenza su alcuni motori, in particolare per quanto riguardava il 1.9 monalbero ad iniezione (sceso da 125 a 123 CV), il 1.9 a carburatore (da 110 a 107 CV) ed il 1.8 turbodiesel (da 92 a 90 CV). Al Salone di Ginevra dello stesso anno vennero presentate le due versioni lusso della gamma, la 405 STI (con motore 1.9 da 123 CV) e la 405 STD Turbo (con motore 1.8 turbodiesel da 90 CV). Queste versioni erano caratterizzate dai rivestimenti interni in pelle, i cerchi in lega di disegno specifico, l'ABS e i sedili anteriori riscaldabili e a regolazione elettrica. L'arrivo dei due modelli fu l'occasione per un leggero rinnovamento generale: ecco che perciò si ricorse ad alcuni aggiornamenti agli interni: nuovo volante, nuovo cruscotto, insonorizzazione migliorata e vibrazioni ridotte. In alcuni mercati cominciarono ad essere introdotte le prime versioni dotate di catalizzatore: in Italia, le prime 405 catalizzate montavano il 1.6 XU5 ad iniezione con potenza ridotta da 92 ad 88 CV. Tali versioni, denominate SRI poiché il motore era necessariamente ad iniezione, si affiancarono alle versioni non catalizzate ed inizialmente non andarono a sostituire alcun altro modello della gamma 405.

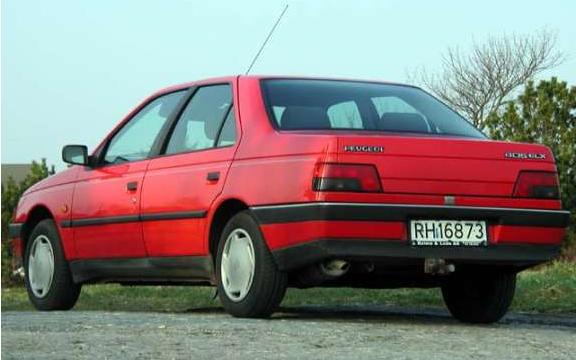
Vista della coda di una 405, ridisegnata dopo il restyling del 1992

Il restyling vero e proprio arrivò però nel 1992: esternamente fu limitato praticamente alla coda, dove scomparve la fascia di plastica nera che stava tra i due fari, i quali a loro volta furono ridisegnati. Tale modifica fu resa necessaria dall'abbassamento della soglia di carico del baule, inizialmente a filo dei fari, ma abbassata, dopo il restyling, a filo paraurti. Internamente, la 405 così rinnovata si riconosceva per il cruscotto sormontato da una palpebra più avvolgente. La plancia fu resa più morbida al tatto grazie all'utilizzo di una speciale schiuma per imbottiture e di una plastica morbida che al tatto ricordava i rivestimenti in pelle. Per quanto riguardava i motori, vi furono numerosi aggiornamenti. Partendo dalla base della gamma, il motore 1.4 divenne ad iniezione e vide la sua potenza salire nuovamente di 5 CV, portandosi quindi a quota 75; per contro, il 1.6 scese da 92 ad 88 CV, mentre il 1.9 a carburatore venne sostituito dal nuovo 1.8 XU, della cilindrata di 1761 cm³ ed in grado di erogare 101 CV di potenza massima; il 1.9 monoalbero ad iniezione fu sostituito dal 2 litri, sempre ad iniezione e con potenza di 121 CV, mentre il 1.9 bialbero fu sostituito da un nuovo 2 litri bialbero, ma con potenza scesa da 160 a 152 CV; ed ancora il 1.8 turbodiesel fu sostituito dal 1.9 turbodiesel la cui potenza salì leggermente, da 90 a 92 CV. Invariato, dal punto di vista prestazionale, il 1.9 aspirato. Vennero inoltre pensionate la Mi16 X4 e la GR X4. I cali di potenza in varie motorizzazioni della gamma 405 dopo il restyling furono dovuti all'introduzione del dispositivo catalizzatore, in vista dell'entrata in vigore della normativa Euro 1. Tale dispositivo causò una diminuzione nelle prestazioni, in alcuni casi anche piuttosto sensibile. Le motorizzazioni, quindi, a questo punto erano tutte ad iniezione elettronica. Per quanto riguarda le versioni con cambio automatico, in Paesi come la Francia la 405 automatica fu proposta con il 1.8 da 101 CV, mentre in altri Paesi, come ad esempio l'Italia, la 405 Automatica fu proposta invece in abbinamento con il 1.6 da 88 CV.

Nei primi mesi del 1993 vi fu l'introduzione di una nuova versione sportiva, la 405 T16, equipaggiata con un 2 litri a benzina sovralimentato mediante turbocompressore, la cui potenza massima raggiunse i 200 CV, permettendo alla vettura delle prestazioni entusiasmanti. Tale versione non andò tuttavia a sostituire la Mi16, bensì le si affiancò.

Nel 1994 sparirono dal listino il motore 1.4, la SR X4 e le versioni STI ed STD Turbo, mentre vennero introdotte le versioni Sillage, Style e Signature, destinate a sostituire rispettivamente le versioni GL, GR ed SR.

Nel 1995 la gamma venne ulteriormente ridotta con l'eliminazione dei modelli Mi16 e T16. Si arrivò così al 1996, anno in cui avvenne il lancio della nuova 406, erede naturale della 405: di quest'ultima vennero mantenute in listino solo le versioni Break, mentre le versioni berlina vennero cancellate dal listino.
Nel 1997, con l'arrivo della 406 SW, anche le 405 Break vennero pensionate.

La Peugeot 405 è tuttora prodotta dall'azienda iraniana Iran Khodro in 4 versioni: la GLi, identica al modello originale, con un motore 1,8 da 100CV, la Station, la Pars, cioè una 405 con linea aggiornata al modello 406, anch'essa dotata del motore 1,8 e la RD, cioè Rear Drive, una 405 con trazione posteriore, che monta un vecchio motore 1,6 da 66CV. La produzione da parte di questa azienda ha raggiunto nel dicembre 2009 le 500.000 vetture, per questo si parla oggi con insistenza di una nuova vita per la 405.

#### La 405 Break

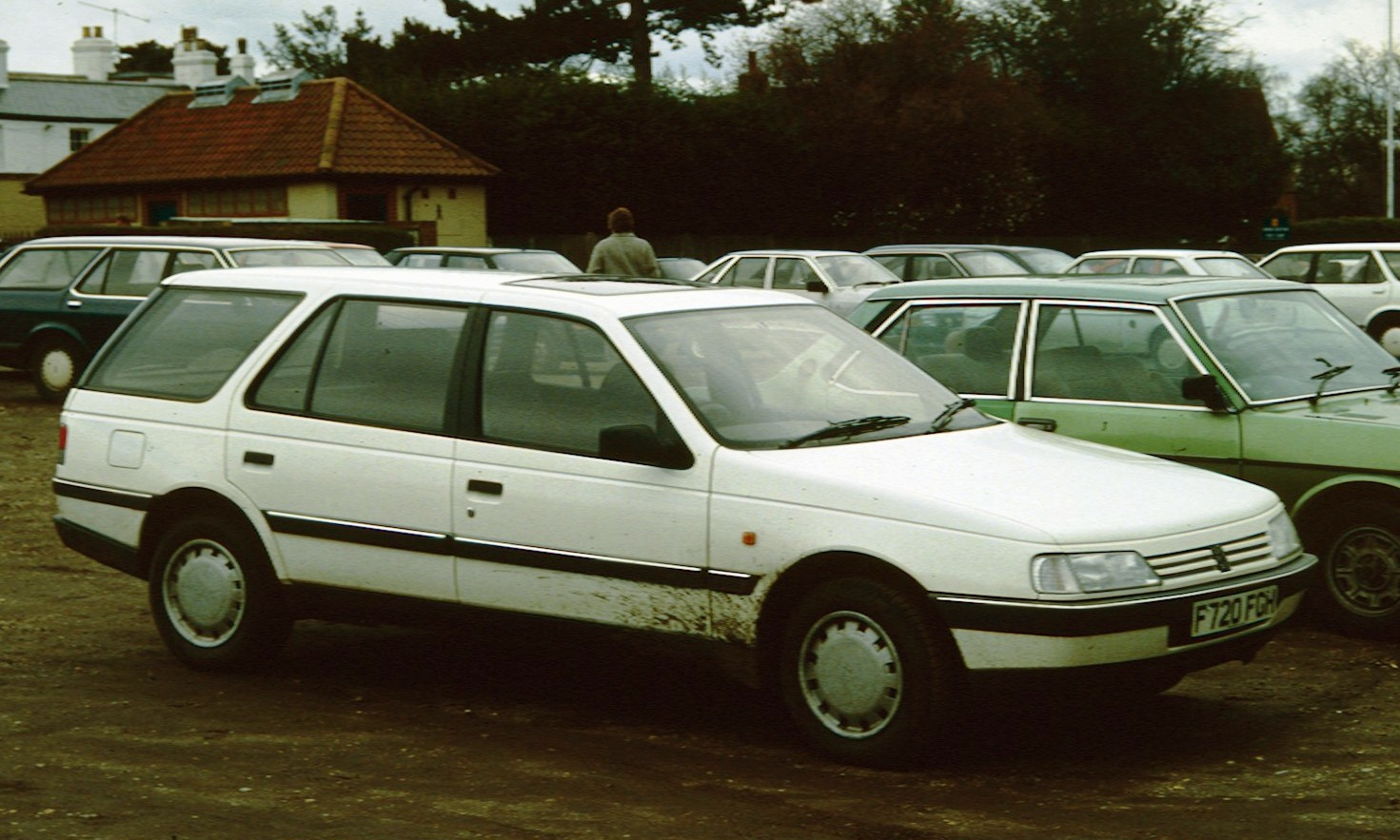
Una 405 Break prima serie

Introdotta nel 1988, la 405 Break aveva il compito di raccogliere il testimone della 305 Break, il precedente modello di segmento medio della Casa del Leone Rampante. Naturalmente, la parte più caratterizzante della 405 Break era quella posteriore, sviluppata in funzione di un maggior carico bagagli. A parte ciò, stilisticamente non vi furono grosse differenze con la berlina. Persino il disegno dei gruppi ottici posteriori, che solitamente subisce trasformazioni, anche rilevanti, rispetto alla berlina, in questo caso parve non accusare il nuovo disegno della coda: i fari subirono un ridisegnamento appena percettibile.
Meccanicamente non vi furono differenze sostanziali rispetto alla versione a tre volumi: non si ricorse al pianale a passo allungato per non andare ad interferire troppo con la più grande 505 Break, ancora molto gradita dalla potenziale clientela, sebbene con otto primavere di carriera. Al debutto, la gamma motori si differenziava da quella della berlina per l'assenza del 1.9 16v e della versione di base con motore da 1.4 litri.
A parte ciò, la carriera della 405 Break seguì di pari passo quella della berlina. Il restyling del 1992 portò con sé l'arrivo del motore 1.4, nel frattempo passato a 75 CV e quindi ritenuto più idoneo ad una vettura da grandi carichi. Non vennero introdotti però i motori 1.9 aspirato e 2.0 turbo dei modelli Mi16 e T16.
Sempre escludendo queste differenze nella gamma, la commercializzazione della 405 Break proseguì seguendo i passi della berlina, tranne che nel 1996, quando quest'ultima venne eliminata dal listino. La 405 Break continuò invece ad essere prodotta fino all'anno seguente, quando anch'essa fu pensionata in favore della 406 SW.

#### Le versioni sportive

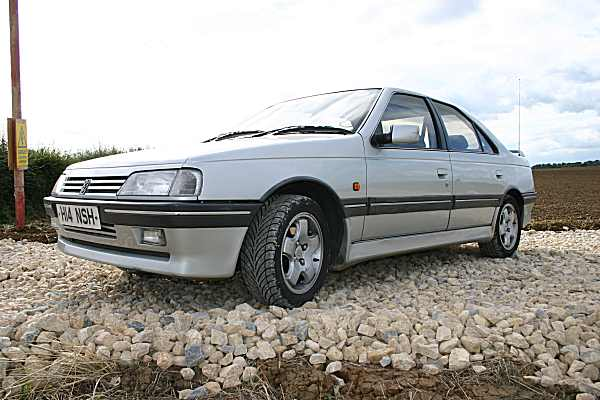
Vista frontale di una 405 Mi16 di serie

Come già visto, la gamma 405 includeva anche delle versioni particolarmente brillanti e dal temperamento sportivo. In ordine cronologico, la prima di queste è stata la Mi16, introdotta nel 1987, una 405 equipaggiata con il motore 1.9 XU9J4, un motore bialbero con testata a 4 valvole per cilindro e potenza massima di 160 CV, lo stesso che un paio di anni dopo sarebbe stato montato anche sulla più piccola 309 GTI 16v. la trazione della 405 Mi16 era sulle ruote anteriori, ma a partire dal 1989 le venne affiancata la versione a trazione integrale, denominata 405 Mi16 X4, il cui sistema di trasmissione su quattro ruote avveniva mediante due differenziali epicicloidali (anteriore e centrale) ed un differenziale Torsen sull'asse posteriore. L'impianto frenante prevedeva quattro dischi, di cui quelli anteriori erano autoventilanti.
A partire dal 1992, con il restyling di mezza età, la 405 Mi16 rimase in listino nella sola versione a trazione anteriore, con un nuovo motore da 2 litri anziché 1.9, ma con potenza ridotta a 152 CV a causa dell'avvento del catalizzatore, che molte Case automobilistiche montarono proprio in quell'anno per trovarsi pronte all'appuntamento del 1º gennaio 1993, quando sarebbe entrata in vigore la normativa Euro 1, che sanciva appunto l'obbligo del catalizzatore.
Nel 1993 venne introdotta la 405 T16, equipaggiata da un 2 litri sovralimentato mediante turbocompressore Garrett VAT25 a geometria variabile e con alimentazione ad iniezione elettronica sequenziale. Tale versione, che erogava fino a 200 CV di potenza massima, permetteva delle prestazioni assai brillanti, rese ancora più entusiasmanti dalla trazione integrale con ripartizione della coppia motrice al 53% sull'avantreno ed al 47% sul retrotreno e dalle ruote posteriori autosterzanti. La velocità di punta sfiorava i 235 km/h. La 405 T16 disponeva, inoltre, di un overboost che incrementava la potenza a 220 CV e la coppia a 318 Nm. Questa funzione, utilizzabile per un tempo massimo di 45 secondi in tutti i rapporti (esclusa la prima), permetteva alla 405 T16 di sfiorare i 250 km/h.
Le due versioni sportive rimaste a listino Mi16 e T16 continuarono assieme la loro carriera fino al 1995, quando vennero cancellate dal listino.

#### La vettura in Iran

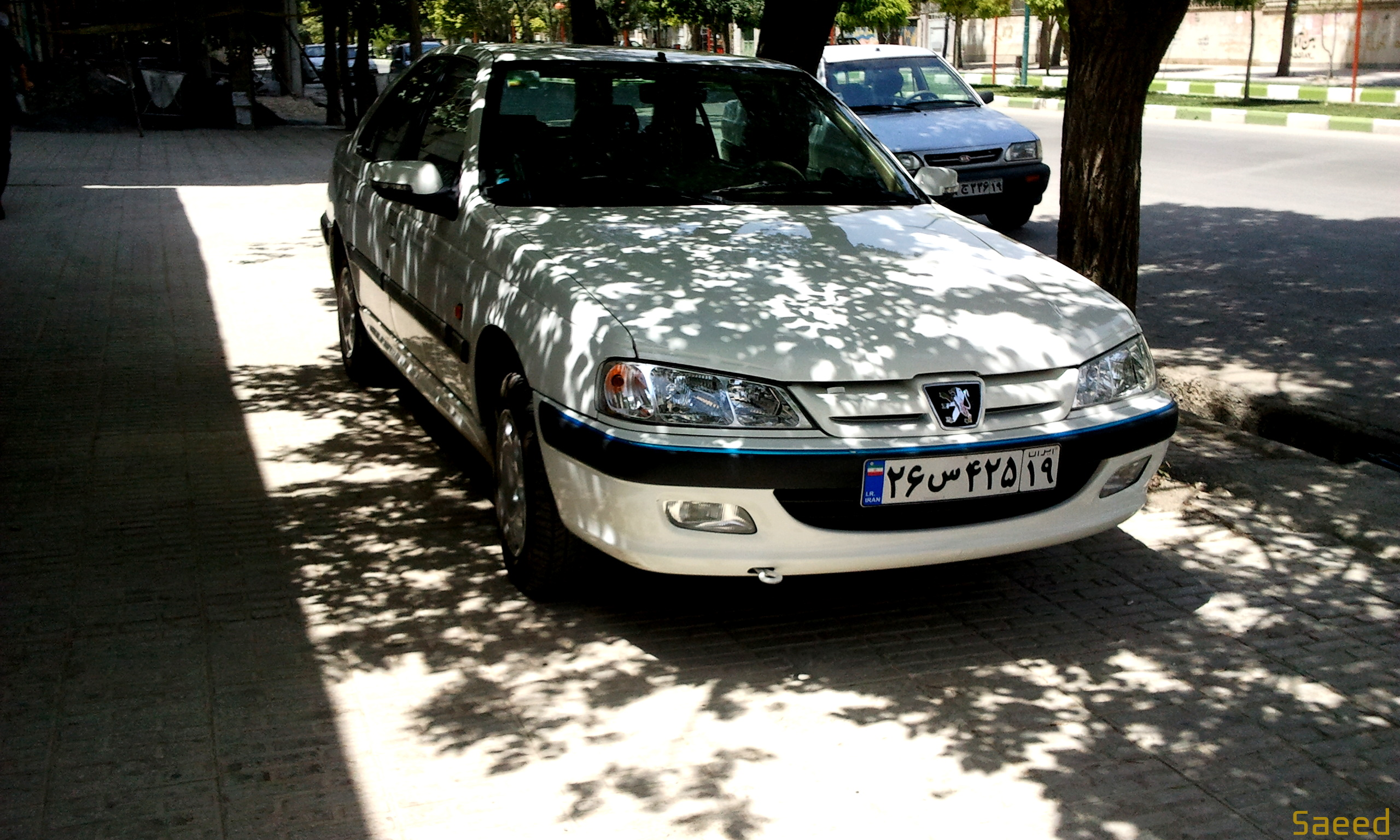
Peugeot Pars

La Peugeot 405 e suoi derivati sono prodotti da Iran Khodro. La Peugeot Pars è basata sulla 405. La Peugeot RD e la Peugeot ROA hanno la carrozzeria della 405 e il telaio della IKCO Paykan. La IKCO Arisun è un pick-up con una carrozzeria di 405.

## Tabella riepilogativa
Di seguito vengono riepilogate le caratteristiche delle principali versioni previste per la gamma 405.
| Peugeot 405 (1987-97)                                                                           |             |                                    |              |            |                |                                                                  |                |               |           |                    |                       |                    |                     |                     |                    |                    |
| Modello                                                                                         | Carrozzeria | Allestimenti                       | Sigla telaio | Motore     | Cilindrata cm³ | Alimentazione                                                    | Potenza CV/rpm | Coppia Nm/rpm | Trazione  | Cambio/ N°rapporti | Freni (ant./post.)    | Massa a vuoto (kg) | Velocità max (km/h) | Acceler. 0–100 km/h | Consumo (l/100 km) | Anni di produzione |
| Versioni a benzina                                                                              |             |                                    |              |            |                |                                                                  |                |               |           |                    |                       |                    |                     |                     |                    |                    |
| 405 1.4                                                                                         | berlina     | GL                                 | BK11         | TU3        | 1360           | Carburatore monocorpo                                            | 65/5400        | 112/3000      | Anteriore | M/4                | Dischi/ Tamburi       | 970                | 160                 | 16"5                | 7.4                | 1987-89            |
| 405 1.4                                                                                         | berlina     | GL                                 | BK11         | TU3A/K     | 1360           | Carburatore monocorpo                                            | 70/5700        | 111/3400      | Anteriore | M/4                | Dischi/ Tamburi       | 970                | 165                 | 15"5                | 7.2                | 1989-92            |
| 405 1.4                                                                                         | berlina     | GL                                 | BKDX2        | TU3M/Z     | 1360           | Iniezione elettronica                                            | 75/5500        | 111/3400      | Anteriore | M/5                | Dischi/ Tamburi       | 1.030              | 169                 | 15"1                | 7.5                | 1992-94            |
| 405 1.4                                                                                         | Break       | GL                                 | EKDX2        | TU3M/Z     | 1360           | Iniezione elettronica                                            | 75/5500        | 111/3400      | Anteriore | M/5                | Dischi/ Tamburi       | 1.060              | 166                 | 15"6                | 7.6                | 1992-94            |
| 405 1.6                                                                                         | berlina     | GL, GR e SR                        | BB22         | XU5 2C     | 1580           | Carburatore doppio corpo                                         | 92/6250        | 129/3250      | Anteriore | M/5                | Dischi/ Tamburi       | 1.020              | 177                 | 11"6                | 7.8                | 1987-92            |
| 405 1.6                                                                                         | berlina     | GL, GR, SR, SRI Sillage, Style     | BBDY         | XU5M3/Z    | 1580           | Iniezione elettronica                                            | 88/6400        | 128/3000      | Anteriore | M/5                | Dischi/ Tamburi       | 1.065              | 175                 | 14"3                | 8.5                | 1991-96            |
| 405 1.6                                                                                         | Break       | GL, GR e SR                        | EB22         | XU5 2C     | 1580           | Carburatore doppio corpo                                         | 92/6250        | 129/3250      | Anteriore | M/5                | Dischi/ Tamburi       | 1.050              | 175                 | 12"                 | 7.9                | 1988-92            |
| 405 1.6                                                                                         | Break       | GL, GR, SR, SRI Sillage, Style     | EBDY         | XU5M3/Z    | 1580           | Iniezione elettronica                                            | 88/6400        | 128/3000      | Anteriore | M/5                | Dischi/ Tamburi       | 1.095              | 173                 | 14"8                | 8.5                | 1991-97            |
| 405 1.6                                                                                         | berlina     | GR Automatic1                      | BBD4/1       | XU5 M3/Z   | 1580           | Iniezione elettronica                                            | 88/6400        | 128/3000      | Anteriore | A/4                | Dischi/ Tamburi       | 1.050              | 170                 | 15"6                | 8                  | 1991-96            |
| 405 1.6                                                                                         | Break       | GR Automatic1                      | EBD4/1       | XU5 M3/Z   | 1580           | Iniezione elettronica                                            | 88/6400        | 128/3000      | Anteriore | A/4                | Dischi/ Tamburi       | 1.080              | 167                 | 16"                 | 8.4                | 1991-96            |
| 405 1.8                                                                                         | berlina     | GR, SR, Style Signature            | BLFZ2        | XU7 JP     | 1761           | Iniezione elettronica                                            | 101/6000       | 153/3000      | Anteriore | M/5                | Dischi/ Tamburi       | 1.100              | 185                 | 11"9                | 8                  | 1992-96            |
| 405 1.8                                                                                         | Break       | GR, SR, Style Signature            | ELFZ2        | XU7 JP     | 1761           | Iniezione elettronica                                            | 101/6000       | 153/3000      | Anteriore | M/5                | Dischi/ Tamburi       | 1.140              | 181                 | 12"4                | 8.4                | 1992-97            |
| 405 1.8                                                                                         | berlina     | GR Automatic2                      | BLFZ4        | XU7 JP     | 1761           | Iniezione elettronica                                            | 101/6000       | 153/3000      | Anteriore | A/4                | Dischi/ Tamburi       | 1.050              | 180                 | 15"                 | -                  | 1992-96            |
| 405 1.8                                                                                         | Break       | GR Automatic2                      | ELFZ4        | XU7 JP     | 1761           | Iniezione elettronica                                            | 101/6000       | 153/3000      | Anteriore | A/4                | Dischi/ Tamburi       | 1.090              | 176                 | 15"6                | -                  | 1992-97            |
| 405 1.9                                                                                         | berlina     | GR, SR                             | BD22A        | XU9 2C     | 1905           | Carburatore doppio corpo                                         | 110/6000       | 157/3000      | Anteriore | M/5                | Dischi/ Tamburi       | 1.020              | 190                 | 10"7                | 8.1                | 1987-1991          |
| 405 1.9                                                                                         | berlina     | GR, SR                             | BD22A        | XU9 2C     | 1905           | Carburatore doppio corpo                                         | 107/6000       | 163/3500      | Anteriore | M/5                | Dischi/ Tamburi       | 1.020              | 190                 | 10"2                | 8.1                | 1991-92            |
| 405 1.9                                                                                         | Break       | GR, SR                             | ED22A        | XU9 2C     | 1905           | Carburatore doppio corpo                                         | 110/6000       | 157/3000      | Anteriore | M/5                | Dischi/ Tamburi       | 1.050              | 187                 | 11"1                | 8.5                | 1988-91            |
| 405 1.9                                                                                         | Break       | GR, SR                             | ED22A        | XU9 2C     | 1905           | Carburatore doppio corpo                                         | 107/6000       | 163/3500      | Anteriore | M/5                | Dischi/ Tamburi       | 1.050              | 187                 | 10"9                | 8.5                | 1991-92            |
| 405 1.9                                                                                         | berlina     | GR Automatic                       | BD24         | XU9 2C     | 1905           | Carburatore doppio corpo                                         | 110/6000       | 157/3000      | Anteriore | A/4                | Dischi/ Tamburi       | 1.050              | 184                 | 13"                 | 8.4                | 1988-91            |
| 405 1.9                                                                                         | berlina     | GR Automatic                       | BD24         | XU9 2C     | 1905           | Carburatore doppio corpo                                         | 107/6000       | 157/3000      | Anteriore | A/4                | Dischi/ Tamburi       | 1.050              | 184                 | 13"                 | 8.4                | 1991-92            |
| 405 1.9                                                                                         | berlina     | GRx4, SRx4                         | BD27         | XU9 2C     | 1905           | Carburatore doppio corpo                                         | 110/6000       | 157/3000      | Integrale | M/5                | Dischi/ Tamburi       | 1.140              | 187                 | 10"6                | 9.1                | 1989-1991          |
| 405 1.9                                                                                         | berlina     | GRx4, SRx4                         | BD27         | XU9 2C     | 1905           | Carburatore doppio corpo                                         | 107/6000       | 163/3500      | Integrale | M/5                | Dischi/ Tamburi       | 1.160              | 187                 | 10"6                | 9.1                | 1991-92            |
| 405 1.9                                                                                         | Break       | GRx4, SRx4                         | ED22A        | XU9 2C     | 1905           | Carburatore doppio corpo                                         | 110/6000       | 157/3000      | Integrale | M/5                | Dischi/ Tamburi       | 1.220              | 181                 | 11"                 | 9.2                | 1989-91            |
| 405 1.9                                                                                         | Break       | GRx4, SRx4                         | ED22A        | XU9 2C     | 1905           | Carburatore doppio corpo                                         | 107/6000       | 163/3500      | Integrale | M/5                | Dischi/ Tamburi       | 1.240              | 181                 | 11"                 | 9.2                | 1991-92            |
| 405 1.9                                                                                         | berlina     | GRi, Si, SRi, STi                  | BD62         | XU9 J2     | 1905           | Iniezione elettronica                                            | 125/5500       | 172/4500      | Anteriore | M/5                | Dischi/ Tamburi       | 1.040              | 200                 | 9"7                 | 8.6                | 1987-91            |
| 405 1.9                                                                                         | berlina     | GRi, Si, SRi, STi                  | BD62/2       | XU9 J2     | 1905           | Iniezione elettronica                                            | 123/5500       | 169/2750      | Anteriore | M/5                | Dischi/ Tamburi       | 1.040              | 200                 | 9"7                 | 8.6                | 1991-92            |
| 405 1.9                                                                                         | Break       | GRi, Si, SRi, STi                  | RD62         | XU9 J2     | 1905           | Iniezione elettronica                                            | 125/5500       | 172/4500      | Anteriore | M/5                | Dischi/ Tamburi       | 1.085              | 195                 | 10"1                | 9                  | 1988-91            |
| 405 1.9                                                                                         | Break       | GRi, Si, SRi, STi                  | RD62/2       | XU9 J2     | 1905           | Iniezione elettronica                                            | 123/5500       | 169/2750      | Anteriore | M/5                | Dischi/ Tamburi       | 1.085              | 195                 | 10"1                | 9                  | 1991-92            |
| 405 1.9                                                                                         | berlina     | Mi16                               | BD62/1       | XU9 J4     | 1905           | Iniezione elettronica                                            | 160/6500       | 177/5000      | Anteriore | M/5                | Dischi autov./ Dischi | 1.110              | 220                 | 8"6                 | 9.2                | 1987-92            |
| 405 1.9                                                                                         | berlina     | Mi16x4                             | BD67/1       | XU9 J4     | 1905           | Iniezione elettronica                                            | 160/6500       | 177/5000      | Integrale | M/5                | Dischi autov./ Dischi | 1.240              | 215                 | 9"4                 | 9.6                | 1989-92            |
| 405 2.0                                                                                         | berlina     | SRi, STi, Signature                | BRFX2        | XU10 J2C   | 1998           | Iniezione elettronica                                            | 121/5750       | 180/2750      | Anteriore | M/5                | Dischi autov./ Dischi | 1.125              | 197                 | 11"3                | 8.5                | 1992-96            |
| 405 2.0                                                                                         | Break       | SRi, STi, Signature                | ERFX2        | XU10 J2C   | 1998           | Iniezione elettronica                                            | 121/5750       | 180/2750      | Anteriore | M/5                | Dischi autov./ Dischi | 1.170              | 192                 | 11"8                | 9                  | 1992-97            |
| 405 2.0                                                                                         | berlina     | SRx4                               | BRFX4        | XU10 J2C   | 1998           | Iniezione elettronica                                            | 121/5750       | 180/2750      | Integrale | M/5                | Dischi autov./ Dischi | 1.260              | 193                 | 11"7                | 10                 | 1992-94            |
| 405 2.0                                                                                         | Break       | SRx4                               | ERFX4        | XU10 J2C   | 1998           | Iniezione elettronica                                            | 121/5750       | 180/2750      | Integrale | M/5                | Dischi autov./ Dischi | 1.300              | 189                 | 12"1                | 10.4               | 1992-94            |
| 405 2.0                                                                                         | berlina     | Mi16                               | BRFY2        | XU10 J4D/Z | 1998           | Iniezione elettronica                                            | 152/6500       | 182.5/3500    | Anteriore | M/5                | Dischi autov./ Dischi | 1.120              | 217                 | 9"5                 | 10.7               | 1992-95            |
| 405 2.0                                                                                         | berlina     | T16                                | BRG27        | XU10 J4TE  | 1998           | I.e. + Turbo + Intercooler                                       | 200/5000       | 288/2600      | Integrale | M/5                | Dischi autov./ Dischi | 1.340              | 235                 | 7"1                 | 11.2               | 1993-95            |
| Versioni diesel                                                                                 |             |                                    |              |            |                |                                                                  |                |               |           |                    |                       |                    |                     |                     |                    |                    |
| 405 1.8                                                                                         | berlina     | GRDT, SRDT                         | BAJ2         | XUD7TE/K   | 1769           | Turbodiesel Iniezione indiretta + turbocompressore e intercooler | 92/4300        | 181/2100      | Anteriore | M/5                | Dischi/ Tamburi       | 1.080              | 180                 | 12"2                | 6.5                | 1988-91            |
| 405 1.8                                                                                         | berlina     | GRDT, SRDT, STDT                   | BA82         | XUD7TE/Y   | 1769           | Turbodiesel Iniezione indiretta + turbocompressore e intercooler | 90/4300        | 180/2000      | Anteriore | M/5                | Dischi/ Tamburi       | 1.140              | 180                 | 12"2                | 6.5                | 1991-92            |
| 405 1.8                                                                                         | Break       | GRDT, SRDT                         | EAJ2         | XUD7TE/K   | 1769           | Turbodiesel Iniezione indiretta + turbocompressore e intercooler | 92/4300        | 181/2100      | Anteriore | M/5                | Dischi/ Tamburi       | 1.120              | 177                 | 12"7                | 6.9                | 1988-91            |
| 405 1.8                                                                                         | Break       | GRDT, SRDT, STDT                   | EA82         | XUD7TE/Y   | 1769           | Turbodiesel Iniezione indiretta + turbocompressore e intercooler | 90/4300        | 180/2000      | Anteriore | M/5                | Dischi/ Tamburi       | 1.180              | 177                 | 12"7                | 6.9                | 1991-92            |
| 405 1.9                                                                                         | berlina     | GLD, GRD, SRD, Sillage, Style      | BD92         | XUD9B      | 1905           | Diesel aspirato iniezione indiretta                              | 71/4600        | 123/2000      | Anteriore | M/5                | Dischi/ Tamburi       | 1.080              | 165                 | 18"                 | 6.4                | 1988-92            |
| 405 1.9                                                                                         | berlina     | GLD, GRD, SRD, Sillage, Style      | BD9B2        | XUD9/Z     | 1905           | Diesel aspirato iniezione indiretta                              | 69/4600        | 120/2000      | Anteriore | M/5                | Dischi/ Tamburi       | 1.125              | 164                 | 18"1                | 6.5                | 1992-96            |
| 405 1.9                                                                                         | Break       | GLD, GRD, SRD, Sillage, Style      | ED92         | XUD9B      | 1905           | Diesel aspirato iniezione indiretta                              | 71/4600        | 123/2000      | Anteriore | M/5                | Dischi/ Tamburi       | 1.120              | 157                 | 18"4                | 6.7                | 1988-92            |
| 405 1.9                                                                                         | Break       | GLD, GRD, SRD, Sillage, Style      | ED9B2        | XUD9/Z     | 1905           | Diesel aspirato iniezione indiretta                              | 69/4600        | 120/2000      | Anteriore | M/5                | Dischi/ Tamburi       | 1.160              | 161                 | 18"6                | 7.1                | 1992-97            |
| 405 1.9                                                                                         | berlina     | GRDT, SRDT, STDT, Style, Signature | BD8A2        | XUD9TE/Y   | 1905           | Turbodiesel Iniezione indiretta + turbocompressore e intercooler | 92/4000        | 196/2250      | Anteriore | M/5                | Dischi/ Tamburi       | 1.150              | 181                 | 12"7                | 7.5                | 1992-96            |
| 405 1.9                                                                                         | Break       | GRDT, SRDT, STDT, Style, Signature | ED8A2        | XUD9TE/Y   | 1905           | Turbodiesel Iniezione indiretta + turbocompressore e intercooler | 92/4000        | 196/2250      | Anteriore | M/5                | Dischi/ Tamburi       | 1.210              | 177                 | 13"2                | 8                  | 1992-97            |
| 1Non per la Francia, ma per alcuni mercati esteri tra cui l'Italia 2Non per il mercato italiano |             |                                    |              |            |                |                                                                  |                |               |           |                    |                       |                    |                     |                     |                    |                    |

## Esemplari particolari
- Alcune 405 T16 furono allestite come vetture per la Gendarmerie francese, in modo da avere una vettura potente e veloce per le azioni di emergenza;
- altre 405 furono allestite come vetture per la Polizia Municipale francese, ed altre ancora per la Polizia ungherese;
- un paio di esemplari di 405 furono costruite su un pianale a passo lungo ed allestite come limousine a 6 porte.

## La 405 e lo sport

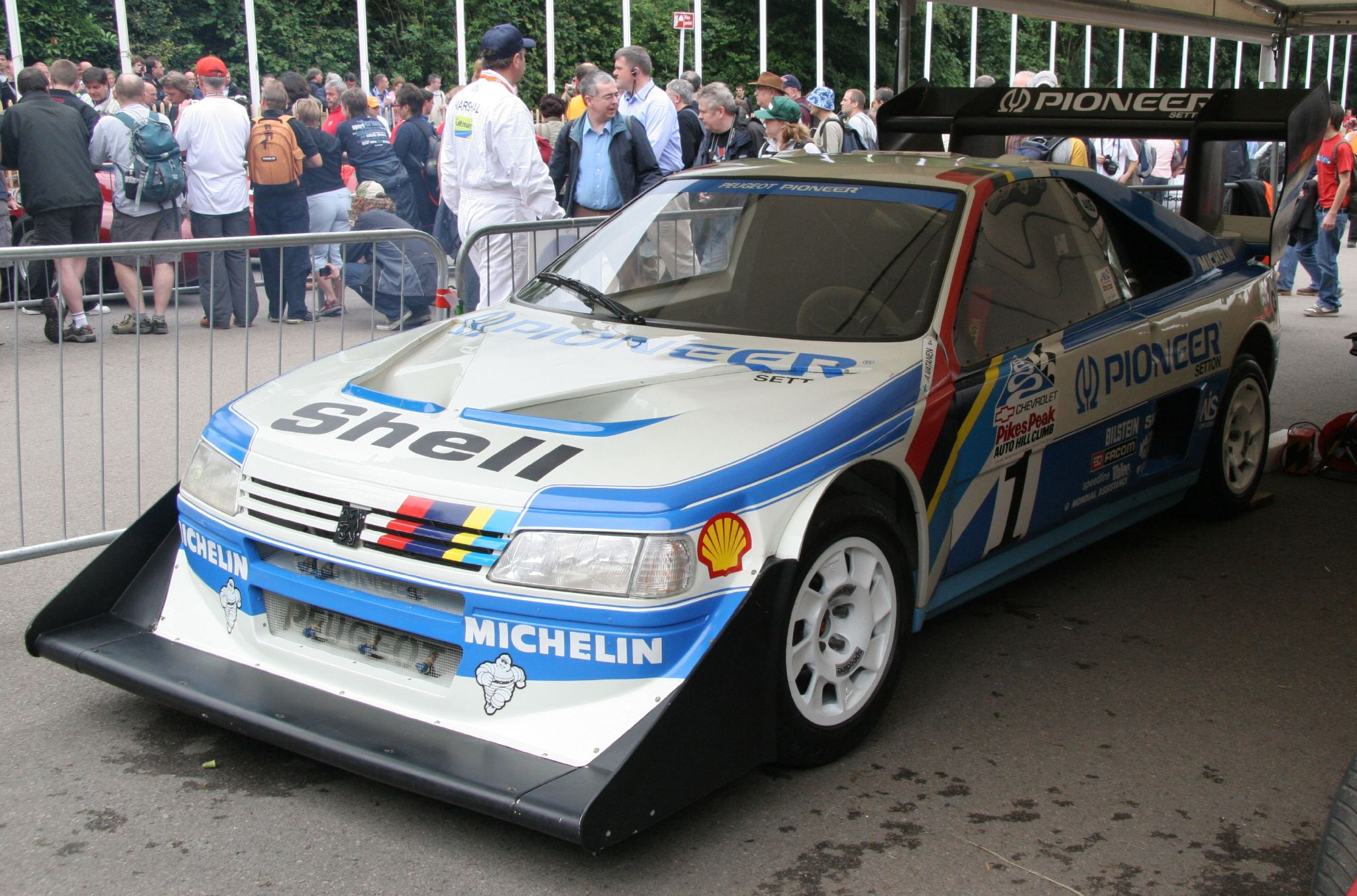
La 405 T16 GR preparata per Pikes Peak

Le versioni più potenti della gamma 405, vale a dire le Mi16, le Mi16X4 e le T16 furono anche utilizzate in ambito sportivo. Alcune 405 T16 furono preparate per il Campionato Francese Superturismo. Il già potente 2 litri sovralimentato da 200 CV fu rivisto molto più in profondità, in maniera tale da ottenere ben 290 CV a 8500 giri/min. Anche la trasmissione fu rivista: il cambio manuale a 5 marce fu sostituito da un cambio sequenziale a 6 rapporti. Per scaricare la maggior potenza più efficacemente furono adottati dei poderosi cerchi da 19 pollici e l'intera vettura così ottenuta fu sottoposta ad un massiccio processo di alleggerimento, fino ad ottenere un peso a vuoto di soli 975 kg.
Alcune 405 (si contano sulle dita di una mano) furono allestite come dragster per le gare di accelerazione. Il motore utilizzato era un 8.5 litri (non di origine Peugeot) da ben 1200 CV, con tale potenza a disposizione, queste 405 potevano accelerare da 0 a 100 km/h in meno di un secondo.

Andrea Aghini e il copilota Sauro Farnocchia su 405 Mi16 nel 1989 al Rally di Sanremo

Ma l'ambiente preferito dalle 405 erano i rally. Sia nelle competizioni internazionali, sia in quelle locali, le tre versioni di punta della 405 seppero farsi valere.
In particolare, si fece notare la 405 Turbo 16 Grand Raid, una vettura che, a dispetto del nome, non era meccanicamente imparentata con le normali 405 T16, ma era piuttosto molto più vicina alla 205 Turbo 16, con la quale condivide innanzitutto lo schema meccanico, con un motore situato in posizione posteriore centrale su un telaio tubolare in acciaio con pannelli in carbonio e kevlar. Il motore da 1905 cm³, la cui cilindrata può far pensare al propulsore utilizzato sulle Mi16, era in realtà derivato dalla rialesatura del motore XU8T da 1775 cm³ della 205 Turbo 16. La sovralimentazione era affidata ad un turbocompressore Garrett, grazie al quale la 405 arrivava a sviluppare ben 400 CV a 7500 giri/min. La trazione era integrale e il differenziale era regolabile elettronicamente come sulla 205.
Solo due furono gli esemplari prodotti del 405 T16 GR, di cui uno partecipò a corse in salita e l'altro alla Parigi-Dakar. Oggi uno è conservato nel museo ufficiale Peugeot e l'altro fa parte di una collezione privata.
I risultati sportivi di questo modello sono stati:
- 1988: il finlandese Ari Vatanen realizza il nuovo tempo record al Pikes Peak International Hillclimb. Kankkunen e Piironen vincono la Paris-Dakar Rally con la 205 Turbo 16 mentre a Vatanen, che era in testa con la 405 T16 GR, viene rubata l'auto in parco chiuso.
- 1989: Vittoria nel Paris-Dakar rally con Vatanen-Ickx a bordo della 405 T16 GR.
- 1990: Vittoria nel Paris-Dakar rally con Vatanen-Berglund sempre su 405 T16 GR.